# Азан, Владислав Доминикович
Владислав Доминикович Азан (латыш. Vladislavs Azāns; 1928—2006) — советский государственный деятель, председатель Даугавпилсского горисполкома. Член КПСС с 1951 г.

## Биография
Родился 16 июля 1928 года в Даугавпилсе в польской рабочей семье. Окончил 3-ю Латвийскую начальную школу, с 1941 по 1944 год учился в Даугавпилсском железнодорожном техникуме. Заочно окончил Ленинградский институт физкультуры и спорта и Высшую партийную школу.
- 1944—1947 техник Управления коммунального хозяйства, Даугавпилс
- 1947—1959 старший инспектор городского Комитета физкультуры и спорта, директор Даугавпилсской детской спортивной школы, председатель городского, а затем Даугавпилсского областного комитета физкультуры и спорта.
- 1959—1967 зам. председателя Даугавпилсского горисполкома
- ноябрь 1967 — март 1977 председатель Даугавпилсского горисполкома.

Затем до 1984 г. министр торговли Латвийской ССР. С 1985 по 1988 год заведующий отделом Госплана.
По его распоряжению в 1969 г. в Даугавпилсе был взорван храм Александра Невского.
Депутат Верховного Совета Латвийской ССР 7-8-9-10 созывов от Даугавпилсского избирательного округа.
Член ЦК Компартии Латвии. Награждён орденом Трудового Красного Знамени, медалями.
Умер 15 мая 2006 года в Риге.
Соавтор книги:
- Здесь, в краю озёр — Даугавпилс [Текст] : [Очерки] / В. Азан, Г. Барковская, Г. Гуков. — Рига : Лиесма, 1975. — 270 с.; 16 л. ил. : ил.; 16 см.